# Lilius (cráter)

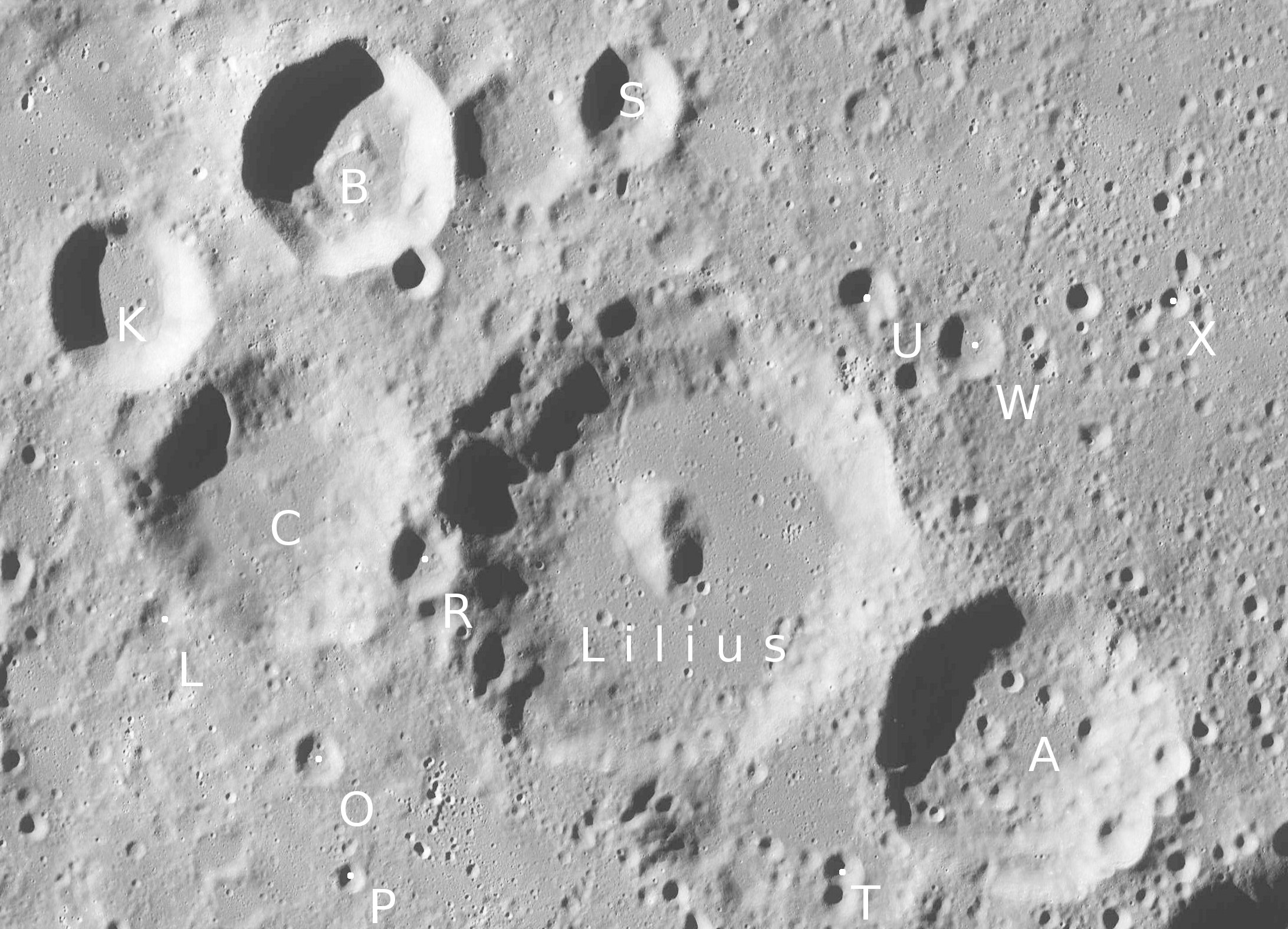
Fotografía de la misión Lunar Reconnaissance Orbiter

Lilius es un cráter de impacto que se encuentra en las accidentadas tierras altas del sur de la Luna, al norte del cráter Zach, y al sursudoeste de Cuvier. Justo al sureste se halla Jacobi, ligeramente más grande.
|  |

El cráter lleva el nombre del inventor del calendario Gregoriano, Luis Lilio.
El borde exterior de Lilius ha sido desgastado y redondeado, particularmente al noroeste donde la pared interna sobresale más lejos sobre el suelo interior. La parte más baja del borde está al sur, adyacente a un cráter unido a la parte sureste de la pared exterior. El suelo interior es relativamente plano y sin rasgos, pero presenta un pico central ancho y abovedado en su punto medio.

## Cráteres satélite
Por convención estos elementos son identificados en los mapas lunares poniendo la letra en el lado del punto medio del cráter que está más cercano a Lilius.
|        | \| Lilius \| Coordenadas \| Diámetro \| \| ------ \| --------------------------- \| -------- \| \| A \| 55°24′S 8°48′E / -55.4, 8.8 \| 41 km \| \| B \| 53°00′S 3°48′E / -53.0, 3.8 \| 29 km \| \| C \| 54°24′S 3°18′E / -54.4, 3.3 \| 40 km \| \| D \| 50°36′S 3°00′E / -50.6, 3.0 \| 51 km \| \| E \| 50°06′S 2°54′E / -50.1, 2.9 \| 38 km \| \| F \| 49°24′S 1°42′E / -49.4, 1.7 \| 43 km \| \| G \| 50°00′S 0°42′E / -50.0, 0.7 \| 7 km \| \| H \| 50°30′S 0°48′E / -50.5, 0.8 \| 9 km \| \| J \| 56°18′S 1°48′E / -56.3, 1.8 \| 13 km \| \| K \| 53°36′S 2°12′E / -53.6, 2.2 \| 23 km \| \| L \| 54°54′S 2°30′E / -54.9, 2.5 \| 6 km \| \| M \| 56°12′S 2°54′E / -56.2, 2.9 \| 11 km \| \| N \| 49°00′S 2°48′E / -49.0, 2.8 \| 5 km \| \| O \| 55°24′S 3°36′E / -55.4, 3.6 \| 7 km \| \| P \| 55°54′S 3°54′E / -55.9, 3.9 \| 4 km \| \| R \| 54°36′S 4°24′E / -54.6, 4.4 \| 9 km \| \| S \| 52°48′S 5°54′E / -52.8, 5.9 \| 14 km \| \| T \| 55°54′S 7°30′E / -55.9, 7.5 \| 5 km \| \| U \| 53°30′S 7°36′E / -53.5, 7.6 \| 8 km \| \| W \| 53°36′S 8°18′E / -53.6, 8.3 \| 9 km \| \| X \| 53°30′S 9°54′E / -53.5, 9.9 \| 4 km \| |          |
| Lilius | Coordenadas | Diámetro |
| A      | 55°24′S 8°48′E / -55.4, 8.8 | 41 km    |
| B      | 53°00′S 3°48′E / -53.0, 3.8 | 29 km    |
| C      | 54°24′S 3°18′E / -54.4, 3.3 | 40 km    |
| D      | 50°36′S 3°00′E / -50.6, 3.0 | 51 km    |
| E      | 50°06′S 2°54′E / -50.1, 2.9 | 38 km    |
| F      | 49°24′S 1°42′E / -49.4, 1.7 | 43 km    |
| G      | 50°00′S 0°42′E / -50.0, 0.7 | 7 km     |
| H      | 50°30′S 0°48′E / -50.5, 0.8 | 9 km     |
| J      | 56°18′S 1°48′E / -56.3, 1.8 | 13 km    |
| K      | 53°36′S 2°12′E / -53.6, 2.2 | 23 km    |
| L      | 54°54′S 2°30′E / -54.9, 2.5 | 6 km     |
| M      | 56°12′S 2°54′E / -56.2, 2.9 | 11 km    |
| N      | 49°00′S 2°48′E / -49.0, 2.8 | 5 km     |
| O      | 55°24′S 3°36′E / -55.4, 3.6 | 7 km     |
| P      | 55°54′S 3°54′E / -55.9, 3.9 | 4 km     |
| R      | 54°36′S 4°24′E / -54.6, 4.4 | 9 km     |
| S      | 52°48′S 5°54′E / -52.8, 5.9 | 14 km    |
| T      | 55°54′S 7°30′E / -55.9, 7.5 | 5 km     |
| U      | 53°30′S 7°36′E / -53.5, 7.6 | 8 km     |
| W      | 53°36′S 8°18′E / -53.6, 8.3 | 9 km     |
| X      | 53°30′S 9°54′E / -53.5, 9.9 | 4 km     |